# Zamek w Belfaście

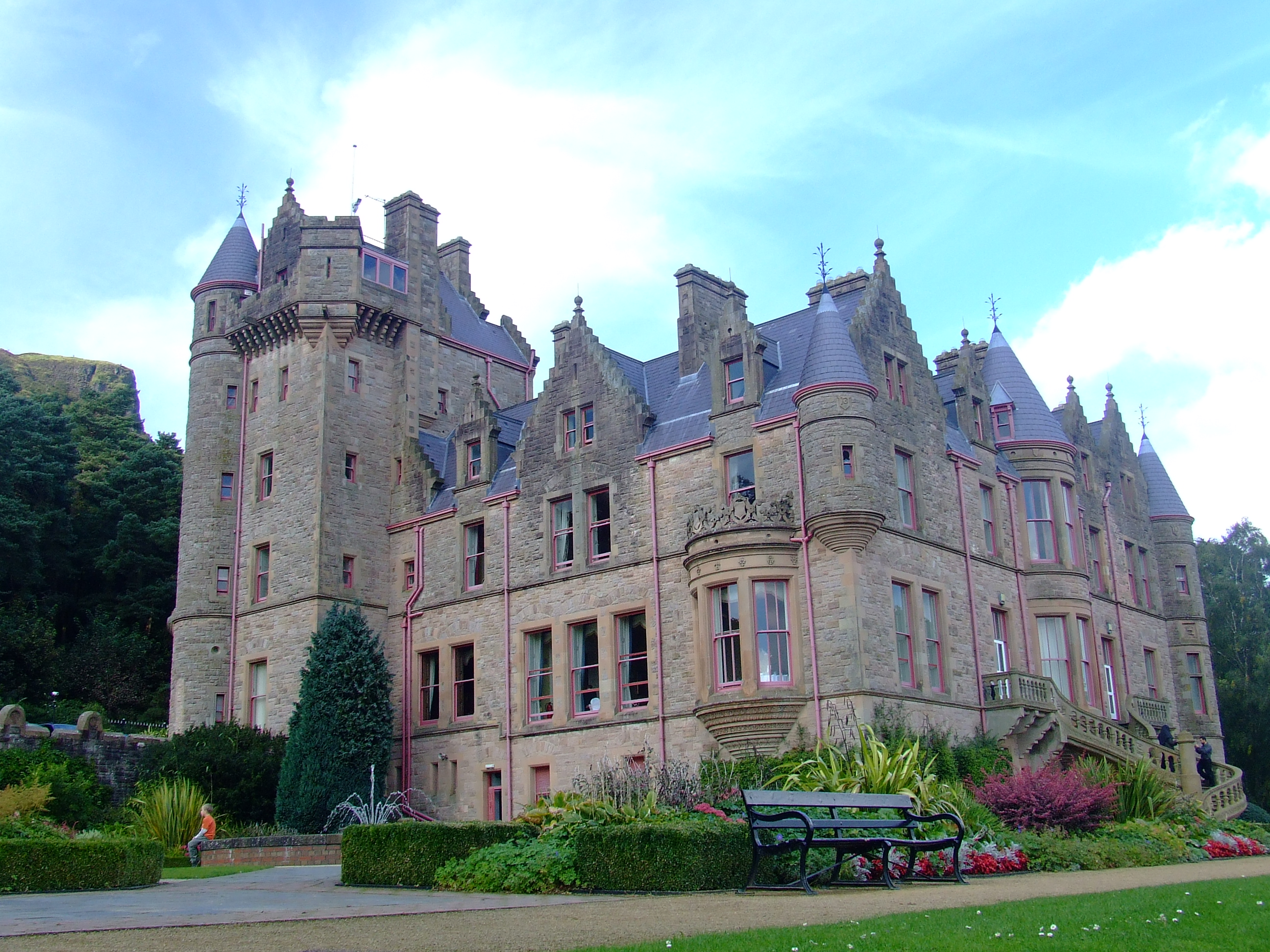
Zamek w Belfaście

Zamek w Belfaście (irl. Caisleán Bhéal Feirste) – zamek położony na zboczu góry Cavehill w Belfaście. Zlokalizowany na wysokości 120 m n.p.m. zapewnia atrakcyjny widok na samo miasto i zatokę Belfast Lough.
Oryginalny zamek został wzniesiony pod koniec XII wieku przez Normanów. Znajdował się w miejscu dzisiejszych ulic High Street, Castle Place i Donegall Place (obecnie stanowią one centrum Belfastu). Mieszkał w nim Sir Arthur Chichester, baron Belfastu. Zamek ten został jednak zniszczony w 1708 roku.
Przedstawiciele rodu Chichesterów zdecydowali, że zamiast odbudowy zamku w centrum, przeniosą go na przedmieścia Belfastu. W obecnej formie, zamek został wzniesiony w latach 1811-1870 przez George'a Chestera, trzeciego markiza Donegal. Zaprojektował go Charles Lanyon i jego syn ze szkockiej firmy Lanyon, Lynn and Lanyon. Po śmierci barona i kryzysie finansów rodziny, zamek dokończył Anthony Ashley-Cooper, hrabia Shaftesbury.
Jego syn, również hrabia, dokończył zamek i zaprezentował go w 1934 roku. W 1978 roku miasto Belfast rozpoczęło jego gruntowną renowację; przez 10 lat wydano na ten cel ponad 2 miliony funtów. Oficjalnie otworzono go 11 listopada 1988 roku.
Obecnie w jego murach znajduje się sklep z pamiątkami i restauracja. Jest także dostosowany do przygotowywania w nim wesel.